# Ujué
Ujué (cooficialmente en euskera: Uxue) es una villa y municipio español de la Comunidad Foral de Navarra, situado en la merindad de Olite, en la Comarca de Tafalla, a 53 km al sur de la capital de la comunidad, Pamplona. Su población en 2024 es de 172 habitantes (INE).
La localidad se ubica en la sierra de Ujué a una altitud de 815 m s. n. m., dominando los Pirineos, gran parte de la Zona Media y las tierras de la Ribera de Navarra. Por su situación geográfica, constituye un enclave histórico defensivo, conservando su aspecto medieval de calles empedradas y casas arracimadas alrededor de la iglesia-fortaleza de Santa María (siglos XI-XIV). Su amplio patrimonio le ha permitido pertenecer a la asociación Los Pueblos Más Bonitos de España, siendo la única localidad de Navarra en la asociación hasta el año 2021, año en el que se incluye también el pueblo de Roncal.

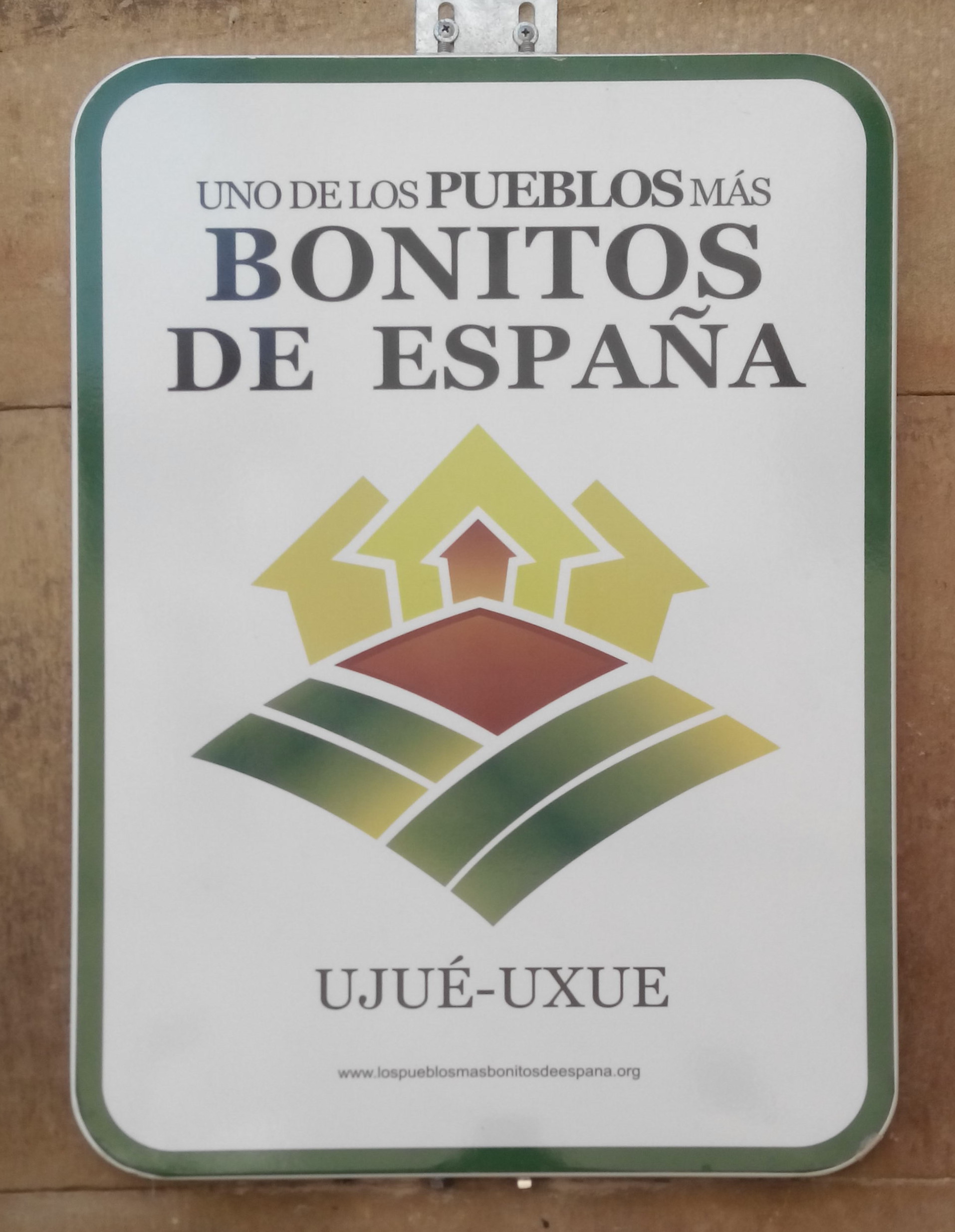
Placa declarativa que incluye a Ujué entre Los Pueblos Más Bonitos de España

## Geografía
La villa de Ujué está situada en la parte oriental de la Comunidad Foral de Navarra dentro de la Zona Media de Navarra y en la sierra de Ujué a una altitud de 815 m s. n. m. Su término municipal tiene una superficie de 112,57 km² y limita al norte con los municipios de Lerga y Eslava, al este con el de Gallipienzo, al sur con los de Murillo el Fruto, Santacara y Pitillas y al oeste con los de Beire y San Martín de Unx.

### Relieve e hidrografía
Está dominado casi en su totalidad por la sierra de Ujué que forma una especie de apéndice desgajado del conjunto montañoso formado por las sierras de Alaiz, Izco y Orba, extendiéndose en dirección norte-sur, desde la de Izco a Murillo el Fruto. Las aguas que caen a la sierra unas van al río Aragón y otras al río Zidacos y así la sierra hace de divisoria hidrográfica parcial.

### Clima
El clima de Ujué se puede definir como clima mediterráneo continentalizado y se caracteriza por tener inviernos fríos, sobre todo si sopla el cierzo y los veranos moderados y relativamente secos. El índice de temperatura media anual varía en función de la cota de altitud y están entre lo 12,5 °C y 13,5 °C. Las precipitaciones anuales oscilan entre 450 y 800 mm, registrándose entre 70 y 90 días lluviosos al año. El índice de evapotranspiración potencial está entre 700 y 750.

## Toponimia
El nombre antiguo de la villa es Uxue, que se corresponde con el nombre euskera actual, y así aparece en su grafía oficial tanto en el sello o cuño del ayuntamiento como de la Parroquia hasta finales del siglo XIX.
En la documentación medieval la palabra predominante para mencionar al pueblo es Ussue o Uxue. Durante los siglos IX y X la villa aparece a veces con el nombre de «Santa María» mencionando al lugar como fortaleza fronteriza de montaña. Entre los siglos XII y XVI a veces se le menciona como «Santa María de Uxue» o «Dusue».
A partir del primer tercio del siglo XVIII la población comienza a aparecer en los archivos con la grafía castellana actual, Ujué, aunque el nombre de Uxue es predominante en la documentación manuscrita hasta mediados del siglo XIX. Y tal como queda dicho, en los cuños hasta comienzos del siglo XX.
Existe una conocida etimología popular recogida por el Padre Moret y posteriormente por Arturo Campión que hace derivar el nombre de la villa de usoa ('paloma' en euskera) (ver leyenda de la Virgen de Uxue).
Los etimologistas no están en general de acuerdo con esta versión. Campión creía que el nombre del pueblo provenía de la palabra vasca huts ('vacío') y que había precedido a la famosa leyenda. José María Jimeno Jurío pensaba que provenía del vasco euntze ('prado') y Zubiaur de huntz ('hiedra'). Otros han pensado en un origen latino del topónimo, basado en puteum ('pozo'). Patxi Salaberri Zaratiegi o Mikel Belasko lo consideran en cualquier caso un topónimo de origen dudoso.
El gentilicio de un habitante de Ujué es el de ujuetarra o uxuetarra aplicable al masculino y femenino indistintamente. Sin embargo, la Gran Enciclopedia Navarra Archivado el 5 de marzo de 2021 en Wayback Machine. defiende que los gentilicios de Ujué es 'ujuetarro, -a' (sic) y 'ujetarra' (sic). Además, a los de Ujué se les conoce popularmente con el mote de 'modrolleros' y algunos también les denominan 'ujerachos'.

## Historia

### Edad Antigua
Los orígenes de esta villa son confusos, desconociéndose la fecha exacta de su fundación. Ya antes de la dominación romana existían núcleos de población vascona diseminados por la sierra, como lo atestiguan descubrimientos arqueológicos de finales del siglo XX y principios del XXI.
La romanización fue intensa en el piedemonte, en las inmediaciones de la ermita de Santa María la Blanca se han encontrado dos aras dedicadas a Júpiter y a la divinidad indígena de Lacubegi.
En las excavaciones arqueológicas efectuadas en la primavera del año 2009 en la zona de la cabecera románica de la iglesia fortaleza se encontraron restos de una anterior iglesia prerrománica y varios enterramientos, que los arqueólogos dataron como tardorromanos del siglo IV. También había indicios de una construcción romana de esa misma época.

### Edad Media
La primera constancia escrita del lugar aparece bajo el nombre de Santa María de Uxue a finales del siglo VIII o principios del IX, cuando Íñigo Arista erigió el primitivo castillo-fortaleza, como una avanzadilla de su reino contra el Islam que se extendía por la Ribera.
Uno de los primeros relatos sobre Ujué proviene de Al-Himyarí, quien habla de los castillos fortificados que formaban el sistema de defensa del Reino de Pamplona. En su crónica escribe: 

Otra localidad, de nombre Santa María, es la primera de las fortalezas que forma parte del sistema defensivo de Pamplona. Es la que está construida con más solidez y ocupa la posición más elevada.

Durante los siglos IX y X aparece con el nombre de Santa María y como fortaleza fronteriza de montaña. En los siglos IX, X y XI se recogen los topónimos de Ussue y ya en el siglo XII se escribe Santa María de Uxua.
La fortaleza y el poblado surgido a su entorno se constituyen en villa hacia el año 1076. Desde dicho año Ujué estuvo bajo los auspicios de Sancho Ramírez, el primer rey de Pamplona y Aragón, quién fundó la Iglesia-fortaleza de Santa María, según un documento de donación fechado en el año 1089 y se amplían las dependencias del castillo. Así mismo, el rey le concede fueros, por los que se estipula que «fuera villa realenga y sus vecinos libres e ingenuos, sin que pudieran ser enagenados en señorío». Pedro de Ezquerra en el mismo año del fallecimiento de Dña. Margarita, primera mujer de Sancho Ramírez, en el mes de mayo de 1179 y en la escritura que este hace de cesión al monasterio de San Salvador de Leyre de los pueblos de Zuazu y Larrañeta (ambos despoblados de Izagaondoa), aparece como testigo D. Pedro de Ezquerra, señor de Santa María de Uxue, junto a Martín Sánchez, señor de Logroño, Ximeno Fortunones señor de Sos, Guillén Aznares de Sangüesa y el conde Lope señor de Aybar como príncipes de su reino.
Alfonso el Batallador conquista los reinos de Tudela y Zaragoza treinta años más tarde y, ante la falta de acoso musulmana, Ujué entra en decadencia y muchos de sus vecinos emigran hacia la llanura.
La entronización en Navarra de los reyes de la Casa de Évreux hace que Ujué vuelva a recuperar su importancia, pues los reyes Carlos II el Malo y su hijo Carlos III el Noble manifestaron su predilección por el santuario de Ujué.
Aunque se repite hasta la saciedad que Carlos II mandó erigir la iglesia gótica, nuevos estudios hacen suponer que ya estaba en pie cuando comenzó su reinado. Obra probada de Carlos II es la construcción en Uxue de un Estudio General o universidad, iniciándose las obras que se abandonarían años más tarde por falta de recursos económicos. Se dice que ordenó hacer el revestimiento de plata de la imagen de la Virgen aunque la imagen tiene trabajos de orfebrería anteriores a esta época. Pese a que el rey Carlos II de Navarra pasó a la historia con el sobrenombre de el Malo, amó Ujué y a su Virgen, a la que donó su corazón, conservado en la actualidad en una arqueta en la cabecera de la iglesia.
Carlos III el Noble organizó frecuentes peregrinaciones al santuario de Ujué, desde su corte de Olite. Esta costumbre la mantuvo su hija, la reina Blanca de Navarra, quien al morir, ordena en su testamento ser enterrada en la iglesia de Ujué. Esta disposición testamentaria no se cumplió, probablemente por las guerras civiles que por aquellos años ensangrentaban el Reino de Navarra, y Doña Blanca quedó enterrada en Santa María la Real de Nieva, donde falleció.
Doña Leonor, hija de doña Blanca, interviene para frenar la decadencia de Ujué, tras su segregación de Pitillas. Organiza varias peregrinaciones al santuario y libera de impuestos a todos los vecinos de la villa. En 1482 se inicia un nuevo resurgir de Ujué.

### Edad Moderna
En el año 1534 Ujué contaba con los despoblados siguientes: Villa Antigua, Sandimas, Andiaga, Artezábal, Zabarzu, Lerbez, Lerbezchipía, Castillo, Itorrondoa, Munos, Santa María la Blanca, Santa Coramburu, Mostracas, Urteaga la Alta, Urteaga la Baxa, Viperato o Pipiratu, Miguelenzaba, Zaubio, Otrollos el Grande, Otrollos el Chiquo, Busa, Aguirazábal y Basandia.
Tras la Conquista de Navarra por parte de la Corona de Castilla se produce un aumento de la población de Ujué. El Cardenal Cisneros dio orden de derribo de la fortaleza, orden que no se cumplió en cuanto a la iglesia con sus dos torres almenadas y la casa parroquial o palacio de Carlos II. Son lo único que se conserva en la actualidad tal y como estaban antes de la conquista. El resto de edificaciones sí que quedaron desmochadas.
En lo más alto del pueblo se encuentra unos terrenos bastante amplios denominados Castillazo. Ahí es donde se levantaba la zona eminentemente militar. Dentro de esos terrenos y en la zona junto a la iglesia es donde se encuentran las ruinas del edificio de la universidad de Carlos II, un aljibe en lo que pudo ser el patio de armas y los cimientos de un gran torreón que fue demolido.
A partir del siglo XVI la piedras de los edificios demolidos del Castillazo fueron empleadas en diversas edificaciones anexas a la iglesia y en la construcción de muchas casas del vecindario.
Hacia 1533 Ujué contaba con una población estable que creció ligeramente hasta finales del siglo XVIII, en el que se derriban sus murallas, y ya tenía 170 casas habitadas. A finales del siglo XIV el papa Clemente VII ordena que la iglesia de Ujué sea reintegrada al obispado de Pamplona.
El Santuario de Ujué fue atendido por clérigos de la Orden de San Agustín hasta el siglo XIII en que pasó a manos de clérigos seculares. De aquí procede que los párrocos de Ujué sean llamados priores, por justo título concedido por el Papa Pío V. El priorato de Ujué fue polémico. En 1570, Felipe II concede a la catedral de Barbastro los prioratos de Larraga, Funes y Ujué, provocando las protestas de los ujuetarras. Felipe V reconduce la situación y decreta los derechos de los solicitantes.
En 1711 se quiso dejar sin efecto el privilegio de doña Leonor, intentando obligar a la villa de Ujué a pagar sus antiguas pechas al estar en bancarrota la Hacienda Real, tras la Guerra de Sucesión. Dado que los habitantes de Ujué habían tomado partido por Felipe V, este expide una real cédula firmada en el Buen Retiro y fechada en 20 de noviembre de 1712 «ordenando al Tribunal de la Cámara de Comptos el sobreseimiento de los embargos a la villa de Uxue».

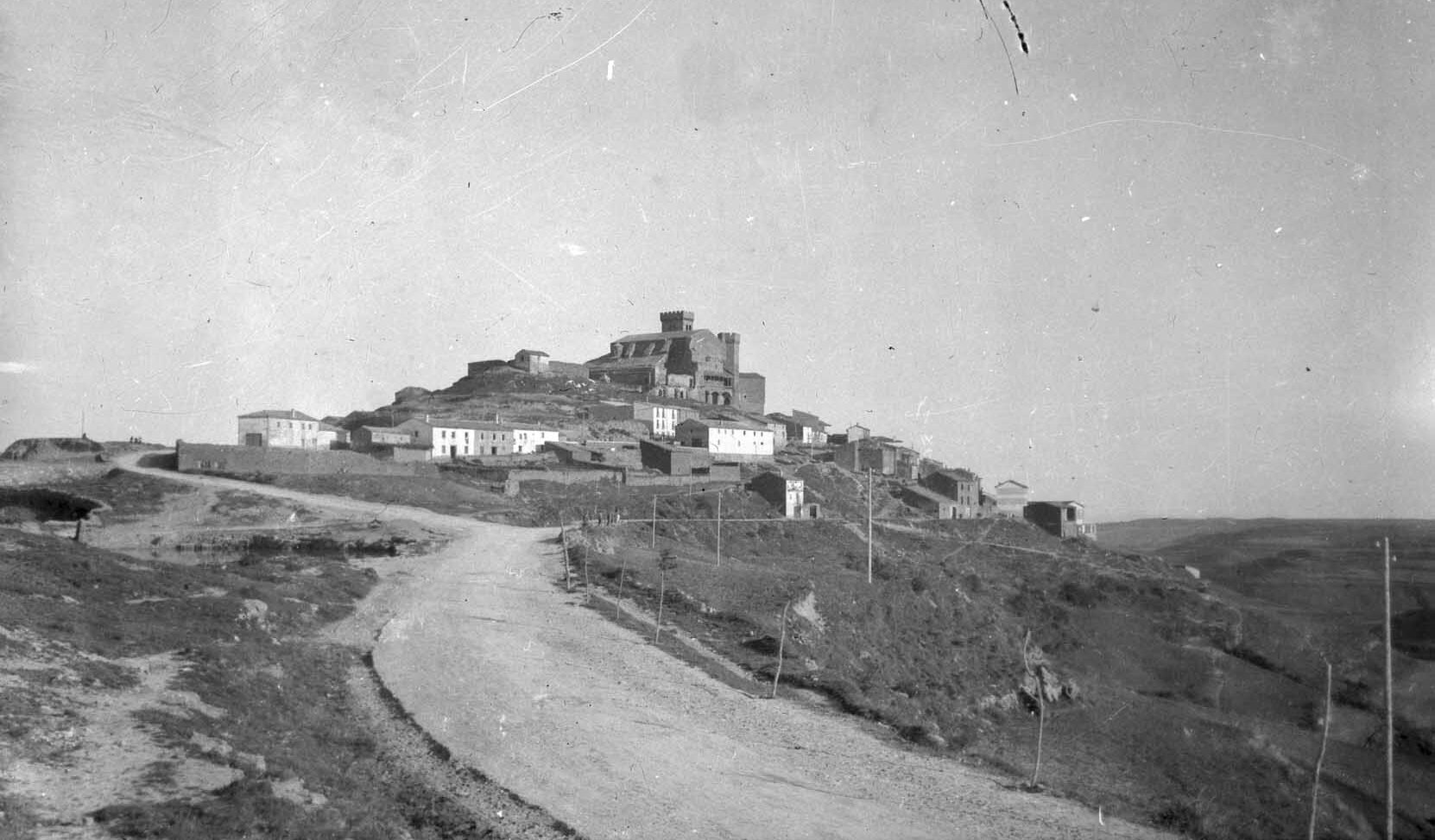
Fotografía de Indalecio Ojanguren en 1933

### Edad Contemporánea
Ujué siguió creciendo en población y riqueza, de tal manera que aparece citado en el censo de las Cortes de Navarra de 1818 entre las villas más prósperas. El crecimiento continúa durante las dos primeras décadas del siglo XX, alcanzando los 1500 habitantes en el año 1929.

## Demografía
Ujué cuenta con una población de 172 habitantes (INE 2024).
| Gráfica de evolución demográfica de Ujué entre 1842 y 2021                                                          |
| |
| Población de derecho según los censos de población del INE Población de hecho según los censos de población del INE |

### Pirámide de población
Los datos de la pirámide de población de 2010 se pueden resumir así:
- La población menor de 20 años es el 9,63 % del total.
- La comprendida entre 20-40 años es el 16,51 %.
- La comprendida entre 40-60 años es el 29,36 %.
- La mayor de 60 años es el 44,5 %.

## Economía
Economía tradicional
Al comenzar el siglo XIX la población vivía de la agricultura, obteniendo cereales, vino y aceite, de la fabricación de carbón en sus montes, muy poblados de robles y pinos, del ganado lanar y de llevar leña, maderas y aceite de enebro a Pamplona y otros puntos. Ciento veinte años más tarde el monte estaba más despoblado, pero el ganado lanar seguía siendo importante, ya que contaba con 13 000 cabezas. Según el censo agrario de 1972 había en este ayuntamiento 170 explotaciones agrícolas, 16 de 1 a 5 ha, 87 de 5 a 20 ha, 63 de 20 a 100 ha, 3 de 100 a 300 ha y 1 de 300 y más hectáreas. Todo ello hacía una superficie censada de 8987 ha, 2343 de las cuales eran de tierra labrada y 6644 sin trabajar. El régimen de tenencia era el siguiente: propiedad, 8091; arrendamiento, 393; aparcería, 503. Las superficies en hectáreas ocupadas por diversos cultivos agrícolas en 1981-1984 eran las siguientes (Fuente: G. N., siglo Estad.): cultivos de secano: 484 ha de trigo, 490 de cebada y 151 de vid. La comunidad cuenta con 9726 ha de tierras comunales, lo que constituye un 86,39 % del total y un 20,10 % de comunal por habitante. En 1986, con el ingreso en el Mercado Común, fue declarado este municipio «zona de montaña», haciéndose acreedor a un subsidio del 35 % sobre el proyecto de desarrollo integral del mismo.
Datos del 2003
Ganadería: 2500 cabezas de ganado. Agricultura: se estaba incrementando el número de viñas. Maquinaria agrícola: había contabilizados cincuenta tractores y 15 cosechadoras. Dedicación de la población: gran número de jubilados; el sector servicios y la empresa Luzuriaga de Tafalla emplean a algunos de los vecinos, mientras que el resto se dedica a la agricultura y a la ganadería. Vehículos: 150 turismos. Restauración y turismo: dos bares, tres restaurantes y seis casas rurales de hospedaje. Empresas: cuatro fabricantes de almendras, una bodega cooperativa, una cooperativa agrícola cerealista, una carnicería y dos panaderías, una fábrica de pastas. También hay un local de exposición y venta de cuadros.
Problemas
Uno de los principales problemas del municipio en el comienzo del siglo XXI era el envejecimiento de la población que vivía habitualmente en Ujué. El 49 % de los habitantes eran mayores de 60 años y la mayoría de los jóvenes empadronados vivían fuera. Otro de los problemas del municipio es la dificultad para edificar, porque Ujué topográficamente está sobre una ladera.

## Administración y política
Ujué conforma un municipio el cual está gobernado por un ayuntamiento de gestión democrática desde 1979, formado por 5 miembros elegidos en las elecciones municipales según está dispuesto en la Ley Orgánica del Régimen Electoral General. La sede del consistorio está situada en la plaza Municipal, 1.
| Periodo   | Nombre                    | Partido | Partido                                                          |
| --------- | ------------------------- | ------- | ---------------------------------------------------------------- |
| 1979-1987 | Simón Ongay Sanz          |         | Agrupación Popular de Ujué (APU)                                 |
| 1987-1995 | Miguel Yoldi Orte         |         | Agrupación de Vecinos de Ujué (AVU)                              |
| 1995-2003 | Ángel Remón San Martín    |         | Unión Popular de Ujué (UPU)                                      |
| 2003-2015 | María Jesús Zoroza Ugalde |         | Agrupación Independiente de Ujué (AIU)                           |
| 2015-act. | Rubén Sánchez Remón       |         | Agrupación Popular Basandía-Basandia Herri Hautagaitza (APB-BHH) |

| Partido político                                                 | 2023     | 2023  | 2023       | 2019  | 2019  | 2019       | 2015  | 2015  | 2015       | 2011  | 2011  | 2011       | 2007  | 2007  | 2007       |
| Partido político                                                 | %        | Votos | Concejales | %     | Votos | Concejales | %     | Votos | Concejales | %     | Votos | Concejales | %     | Votos | Concejales |
| Agrupación Popular Basandía–Basandia Herri Hautagaitza (APB-BHH) | No disp. | 59    | 5          | 83,87 | 78    | 5          | 86,24 | 94    | 5          | –     | –     | –          | –     | –     | –          |
| Agrupación Independiente de Ujué (AIU)                           | –        | –     | –          | –     | –     | –          | –     | –     | –          | 58,70 | 54    | 5          | 53,39 | 63    | 5          |

En las elecciones municipales de 2011, la Agrupación Independiente de Ujué (AIU) fue la única formación que concurrió en los comicios logrando 54 votos lo cual representa el 58,70 % de los votos ya que 18 fueron nulos (16,36 %)
y 23 fueron en blanco (25 %). En las elecciones el índice de participación fue del 56,99 %.

## Símbolos
El escudo de armas de la villa Ujué tiene el siguiente blasón:

Trae de azur y un castillo de oro de tres torres, la de en medio más altas que las laterales, adjurado de azur, surmontado de una paloma de plata. En el flanco diestro un ángel y en el siniestro la figura de la Virgen.

## Patrimonio

### Monumentos religiosos

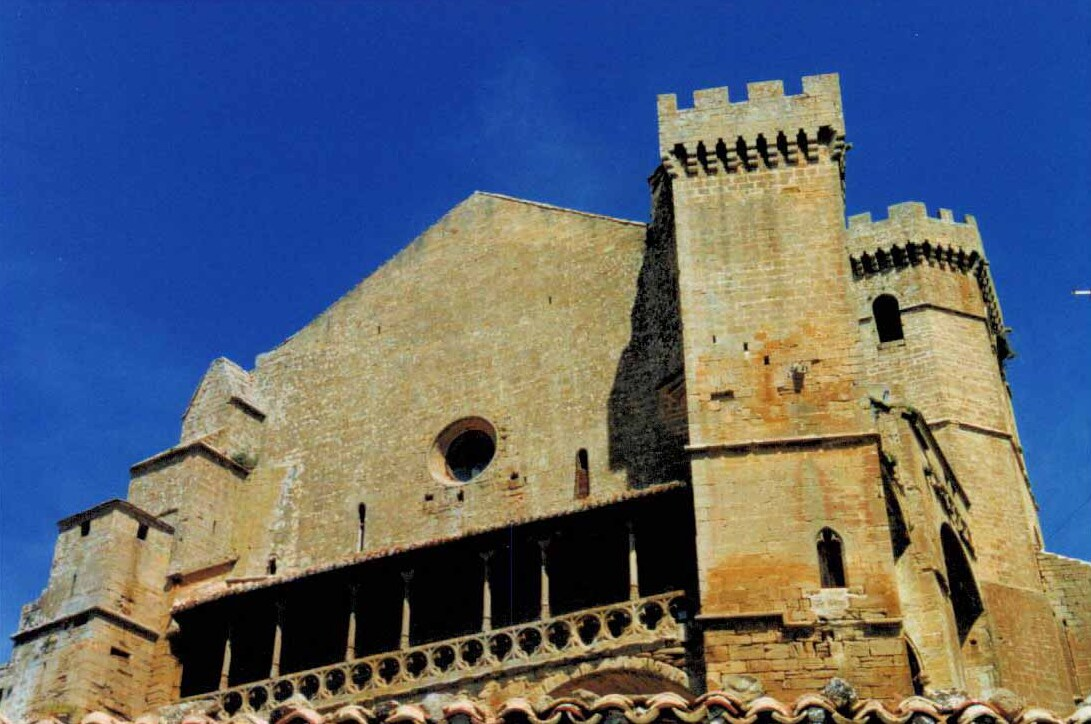
Iglesia-fortaleza de Santa María

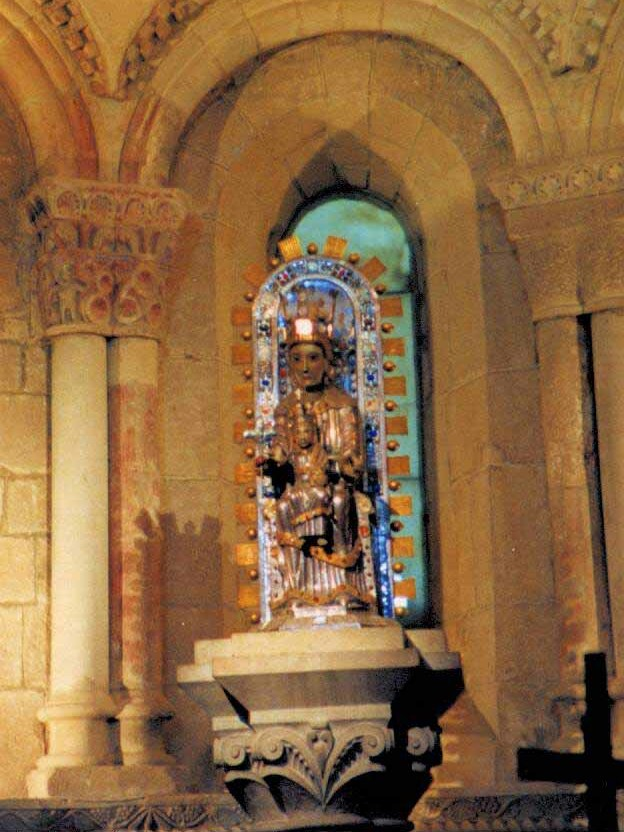
Ábside e imagen de la Virgen en la Iglesia-fortaleza de Santa María

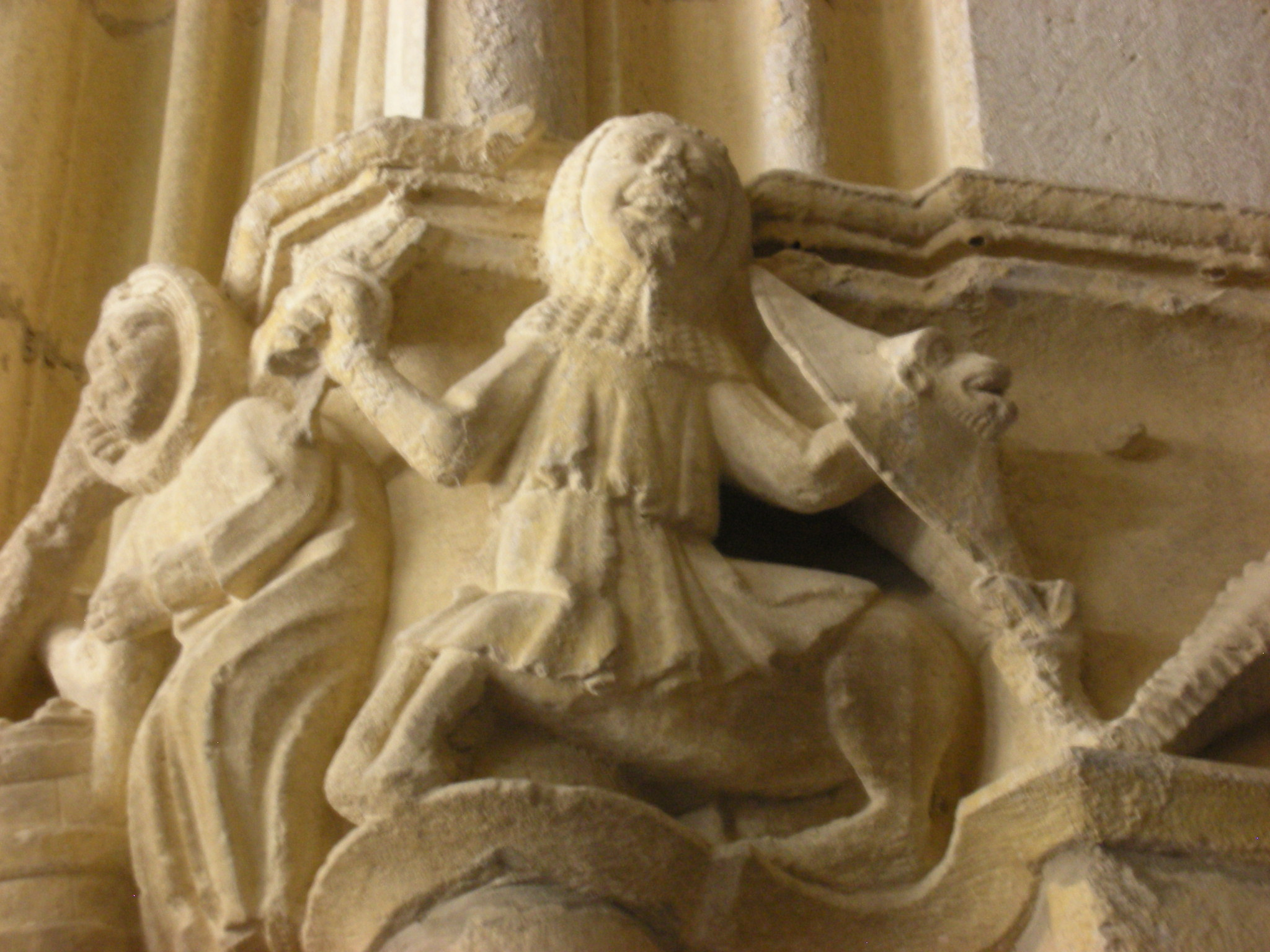
Detalle de un capitel dentro de la Iglesia-fortaleza de Santa María

Esta iglesia es un templo-fortaleza románico del siglo XI. Reformada en el siglo XIV (años 1370 y 1375) y rodeada de una muralla defensiva que constituye una espléndida muestra del gótico navarro.
Posee una amplia nave central gótica, un coro gótico y tres ábsides románicos. El central conserva interesantes arcos románicos, en tanto que en los laterales sobresalen columnas con extraños capiteles y ventanas con arcadas ciegas.
Guarda en su interior numerosas obras de arte. Entre las que destaca, tras una rejería gótica, imagen de la Virgen de Ujué, fechable hacia 1190 y forrada de plata en el siglo XIV, gran obra de la imaginería románica de Navarra. Conserva también el corazón del rey Carlos II el Malo, bajo cuyo reinado se construyó el tramo gótico del templo y rodeó la iglesia de pasos de ronda y torres almenadas, de las que solo se conservan dos: la de los Cuatro Vientos y la de los Picos.

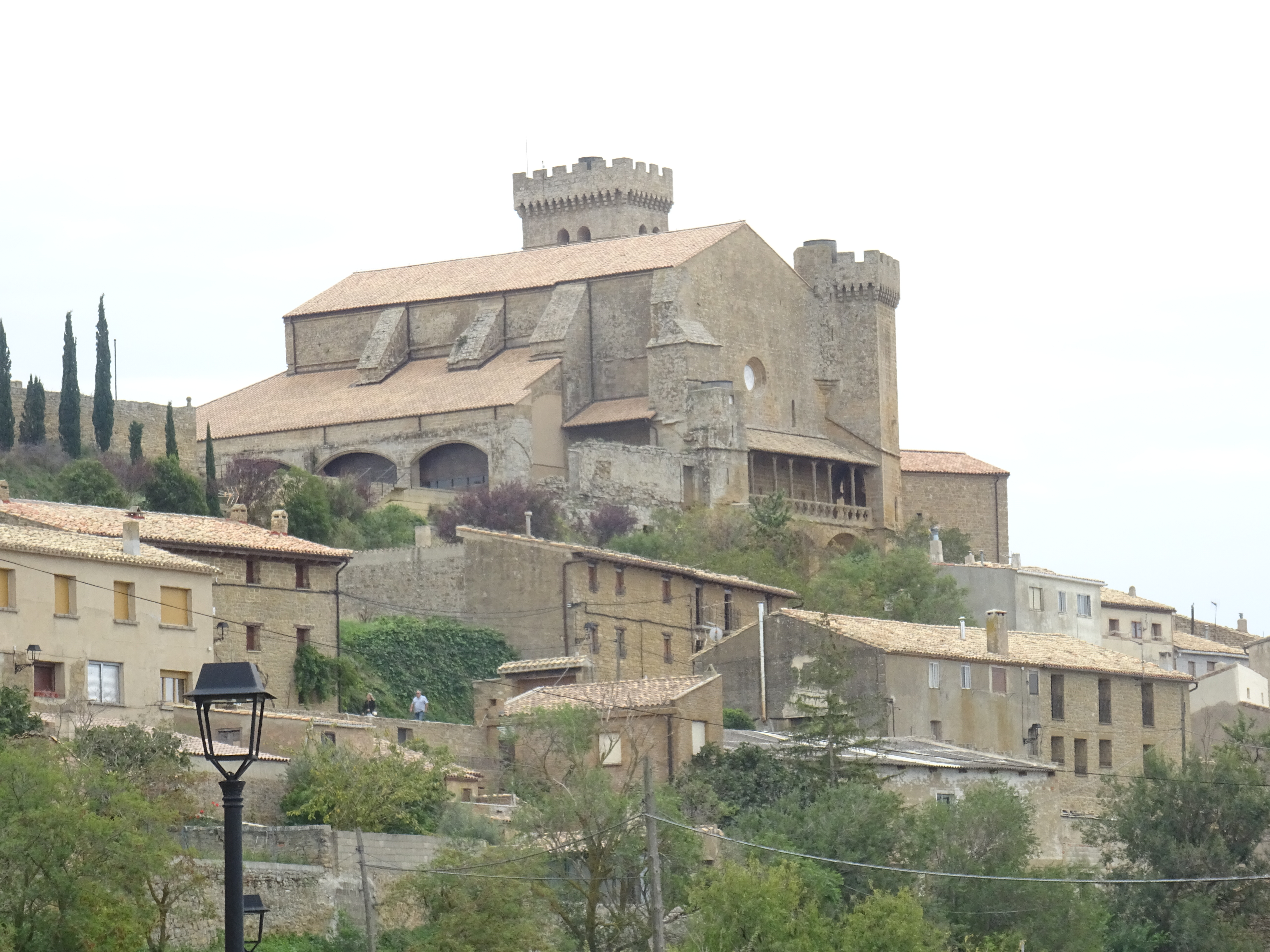
Iglesia-fortaleza de Santa María

La iglesia tiene un mirador dirigido al sur, por el que se tiene una magnífica vista de buena parte de la Ribera de Navarra.
Fue declarada Monumento Nacional por Orden Ministerial del 26 de junio de 1936 (Gaceta del 11 de julio de 1936). Bajo la protección de la declaración genérica del Decreto de 22 de abril de 1949, y la Ley 16/1985 sobre el Patrimonio Histórico Español.
Castillazo
Al norte de la iglesia y dentro de unos terrenos bastante amplios denominados Castillazo, se encuentran las ruinas de la Universidad de Carlos II, un aljibe en lo que pudo ser el patio de armas contiguo al paseo de ronda de la basílica, y un solar donde estuvo el torreón del homenaje del castillo.
Los demás terrenos del Castillazo, viejas eras en desuso, son zona de indudable interés arqueológico pues es presumible que contengan vestigios de antiguas fortificaciones.
Casa parroquial
Al sur de la iglesia, el edificio de la casa parroquial que consta de cinco niveles. En los dos primeros hay dos saeteras por nivel. En los siguientes son de destacar las enormes ménsulas que sostienen dos espectaculares balconadas. Este es un edificio del siglo XIV por lo que también es conocido por palacio de Carlos II.
Otros monumentos religiosos
- Iglesia de San Miguel (en ruinas), en la parte baja del pueblo; la fachada es románica del siglo XIII y la nave rectangular es de estilo gótico.
- Ermita de la Blanca, a 9 km del pueblo, en la carretera que enlaza Ujué con Murillo el Fruto. Muy reconstruida, inicialmente pertenece al siglo XIII.
- Cruz del saludo, data del siglo XIV, ubicada en la confluencia de carreteras a 1,5 km del pueblo.

### Monumentos civiles
Casi todas las casas están construidas con piedra de mampostería, algunas fachadas son de piedra de sillería, porque los que antiguamente las construyeron eran ricos y quisieron que la fachada fuera vistosa. En las casas se pueden encontrar puertas y ventanas diferentes. Las puertas que se pueden destacar son las que poseen arco rebajado, o arco de medio punto, o arco gótico, o bien con dintel con ménsulas o con dintel recto. Algunas de las puertas más antiguas son del siglo XIV, como la de la casa Prioral (casa parroquial actual) que tiene dintel recto; otra es de arco de medio punto y es del siglo XVI (en la plaza Mayor, casa Iriarte) y otra es de arco rebajado del siglo XVIII (Casa Juan Cruz en la calle Pilarraña). Otras portadas interesantes se pueden ver en la calle Villeta, (casa de los herederos de Teodoro Izco y casa de los sucesores de Catalina Bustince). Las ventanas antiguamente las hacían chiquitinas para que no les entrara el viento. Especialmente vistosas son las de arco conopial que son del siglo XV.

## Cultura

### Leyenda de la Virgen de Uxue
Cuenta la leyenda cómo una paloma entraba y salía del agujero de una peña. Un zagal que pastoreaba movido por la curiosidad se acercó con la intención de espantarla. Al comprobar cómo la paloma seguía con su aleteo insistente; se acercó y contempló una bella imagen románica de la Virgen, parece provenir del euskera uxue, que en castellano significa ‘paloma’. Sobrecogido por el impacto de la aparición de la efigie mariana avisa a la población, donde hoy se encuentra la ermita de la Blanca, y todo el pueblo cambia de lugar. Así nace la villa de Ujué. La Virgen dio nombre a este pueblo de la Navarra Media.

### Romerías a Ujué
La Romería a Ujué, es una de las más antiguas de España es la que, según la tradición, comenzó hacia el año 1043 con la llamada arrancada de Tafalla. Las romerías se efectuaban sin fecha fija, hasta que 1725 el obispo de Pamplona, Juan de Camargo y Angulo, a petición del concejo de Tafalla, decidió fijarlas tras el primer domingo después de la festividad de San Marcos (25 de abril). Desde entonces es tradicional celebrar las romerías a la Virgen de Ujué (patrona de la Ribera) a partir del primer domingo después de esta festividad. Debido a la multitudinaria asistencia, desde 1998 se vuelve a desdoblar en varios domingos consecutivos:
- El domingo previo a San Marcos, acude en romería procesional la localidad ribera de Peralta.
- En la madrugada del 30 de abril al 1 de mayo, por la noche, peregrina el apostolado de Tafalla.

- El primer domingo suben los romeros desde diferentes pueblos y lugares de la zona (Tafalla, Beire, Pitillas, Murillo el Fruto y Santacara) vestidos con largas túnicas negras, con el rostro cubierto y portando a hombros grandes cruces de madera o arrastrando pesadas cadenas.

- El segundo domingo posterior a San Marcos, peregrinan las localidades de Olite, Carcastillo, Figarol, Mélida y Murillo el Cuende (Romería del desdoble).
- El sábado más próximo al 15 de mayo peregrina el pueblo de Eslava.
- El domingo más próximo al 20 de mayo, realizan su romería las localidades de Lerga y Gallipienzo.
- El domingo de Pentecostés acude en romería la población de Pueyo y durante la noche lo hace el apostolado de Olite.
- Finaliza el ciclo romero el pueblo de Barásoain, el domingo de la Santísima Trinidad.
- Otras pueblos que también llegan a Ujué en romería, sin tener una fecha fija, son las localidades de Aibar y Ayesa.

El primer sábado del mes de junio el pueblo de Ujué peregrina en romería a la ermita de Nuestra Señora de la Blanca, antigua ubicación del primitivo Uxue.
La Asociación de Amigos de Ujué, es la organizadora todos los años, en los domingos previos a las romerías, del Ciclo Coral Musical de Ujué, que en 2005 cumplió su quinta edición, certamen musical que patrocinan los Ayuntamientos de Ujué y Tafalla, así como el Gobierno de Navarra y el consorcio de la Zona Media.
En la ronda de verano dentro del programa Cultur, en los meses de julio y agosto se dan audiciones musicales, dentro de la Basílica de Ujué, organizadas por el Gobierno de Navarra que también promueve las rondas de primavera o de otoño donde se programan representaciones teatrales, danzas folclóricas o bien audiciones musicales.

### Hermandades de apostolados
En la noche del 30 de abril al primero de mayo acuden en romería penitencial nocturna a Ujué la Hermandad de los Doce Apóstoles de Tafalla, en una tradición que se remonta al año 1607. Tras las doce campanadas inician el peregrinaje, llegan sobre las 4:00 a Ujué, escuchan misa, desayunan y regresan a Tafalla, almuerzan en el campo, para, finalmente, entrar, a las 12:00 de la mañana, al compás de las campanadas del mediodía, en la iglesia de Santa María de Tafalla.
La correspondiente Hermandad de los Doce Apóstoles de Olite, desde el año 1886 la realiza la víspera de Pentecostés, que sale una hora más tarde desde la iglesia de San Pedro y regresa a la iglesia de Santa María de Olite. Anteriormente existieron otras similares en Aibar, Ayesa, Barásoain, Eslava, Lerga y Olleta.

### Fiestas
El 15 de mayo, al ser una población de raíces agrícolas, se honra a su santo patrón San Isidro Labrador.
La localidad celebra sus fiestas patronales el día 8 de septiembre, en honor a la Natividad de Nuestra Señora. Durante estas fiestas son muy típicas las jotas navarras dedicadas a Nuestra Señora la Virgen de Ujué.
En septiembre tiene lugar la fiesta de las Migas, con degustación de migas y otros productos típicos, mercado de pastor, exhibición de artesanía y oficios antiguos, y actuaciones musicales.[cita requerida]
Desde 2013 la S.C.D.R Uxue organiza el día de la sociedad donde el socio y un acompañante disfrutan de un día espléndido.[cita requerida]
El 24 de diciembre el gentío de Ujué organiza una kalejira del Olentzero y el 6 de enero la cabalgata de reyes.[cita requerida]

### El euskara en Ujué
Según un documento del Archivo Histórico Nacional del año 1676 era necesario que el Prior de Ujué supiera hablar euskara ya que entonces ese era el idioma habitual del pueblo en el que muy pocos entendían romance.
Inicialmente adscrita a la zona no vascófona por la Ley Foral 18/1986, en junio de 2017 el Parlamento navarro aprobó el paso de Ujué a la Zona mixta de Navarra mediante la Ley foral 9/2017.

### Gastronomía
De entre los productos típicos destacan las tradicionales migas de pastor realizadas con pan cabezón.
Tienen fama también las almendras garrapiñadas, el vino tinto y clarete de la cooperativa y la miel de la Sierra de Ujué.

### Deporte
Posee un frontón cubierto, donde se pueden practicar distintas modalidades de pelota.
Existen itinerarios trazados para bicicletas todo terreno (BTT) y para caminar por los alrededores del pueblo, están balizados, como el Camino de las Pilas, el Barranco de los Berros, el paseo las Tres Mugas, el recorrido Ujué-Olite-Ujué y el recorrido Ujué-Beire-Ujué.
En su vasto término se puede realizar senderismo con recorridos de lo más variopinto.